# 埃米利亚诺·切卡泰利
埃米利亚诺·切卡泰利（義大利語：Emiliano Ceccatelli，1978年12月5日—），意大利男子赛艇运动员。他曾代表意大利参加2009年世界赛艇锦标赛，获得男子轻量级八人单桨有舵手金牌。